# Jean-Baptiste Bréval

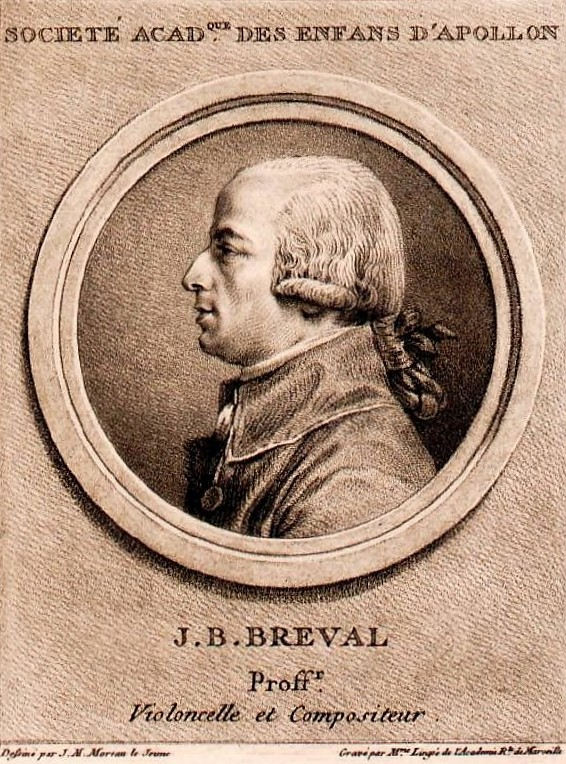
Jean-Baptiste Bréval (um 1790)

Jean-Baptiste Sebastien Bréval (* 6. November 1753 in Paris; † 18. März 1823) war ein französischer Cellist und Komponist.

## Leben
Jean-Baptiste Bréval wurde in Paris geboren und studierte bei François Cupis (1732–1808) und vermutlich Martin Berteau. 1775 veröffentlichte er seine erste Sammlung Instrumentalmusik, die „Six quatuors concertants op. 1“. 1776 wurde er Mitglied der Freimaurerloge „Société académique des enfants d'Appollon“. Bekanntheit erlangte er 1778 mit der Aufführung einer eigenen Sonate bei dem Concert Spirituel. Von 1781 bis 1791 war er Mitglied im Orchester dieser Institution. Bis 1790 hatte er dort zahlreiche Auftritte. Unter anderem wurde eine seiner konzertanten Sinfonien aufgeführt, in der sein Bruder Stanislas-Laurent Bréval einen Violinpart übernahm. Um 1791 hielt er sich mehrere Monate lang in London auf. Nach der Schließung des Concert spirituel spielte er bis 1800 im Orchester des Théâtre Feydeau. Anschließend wurde er Geschäftsführer der Konzertgesellschaft „Concerts de la rue de Cléry“, wo unter anderem auch Luigi Cherubini arbeitete. Bereits vor 1804 wurde er Mitglied im Orchester der Pariser Oper. Entgegen der Aussage von François-Joseph Fétis war Bréval nie Lehrer am Pariser Konservatorium. Trotzdem trug er wesentlich zur Ausbildung der bedeutenden virtuosen französischen Cellisten des 19. Jahrhunderts bei.

## Werke
Bréval war ein produktiver Komponist. Er komponierte hauptsächlich für sein eigenes Instrument (sieben Cellokonzerte, fünf Cellosonaten, fünf Sammlungen Celloduette), schuf darüber hinaus konzertante Sinfonien, zahlreiche Kammermusikstücke in unterschiedlichen Besetzungen, einschließlich der 25 Streichquartette, sowie seine Komische Oper in drei Akten „Inès et Léonore ou la Sœur jalouse“ (Versailles, 1788). Zu seinen bedeutendsten Arbeiten zählt die Cello-Schule Traité du Violoncelle op. 42 (1804).
Brévals Bruder, Stanislas-Laurent Bréval (* Paris, 1760), war ein Violinist in den Diensten des Grafen von Ogny, außerdem spielte er im Pariser Opernorchester und im Orchester der Concert spirituel.

## Quelle
1. ↑  Barry S. Brook, Richard Viano und Valerie Walden: Bréval, Jean-Baptiste Sébastien. In: Grove Music Online (englisch; Abonnement erforderlich).

| Personendaten    | Personendaten                                        |
| ---------------- | ---------------------------------------------------- |
| NAME             | Bréval, Jean-Baptiste                                |
| ALTERNATIVNAMEN  | Bréval, Jean-Baptiste Sebastien (vollständiger Name) |
| KURZBESCHREIBUNG | französischer Cellist und Komponist                  |
| GEBURTSDATUM     | 6. November 1753                                     |
| GEBURTSORT       | Paris                                                |
| STERBEDATUM      | 18. März 1823                                        |